# حسگر اثر هال

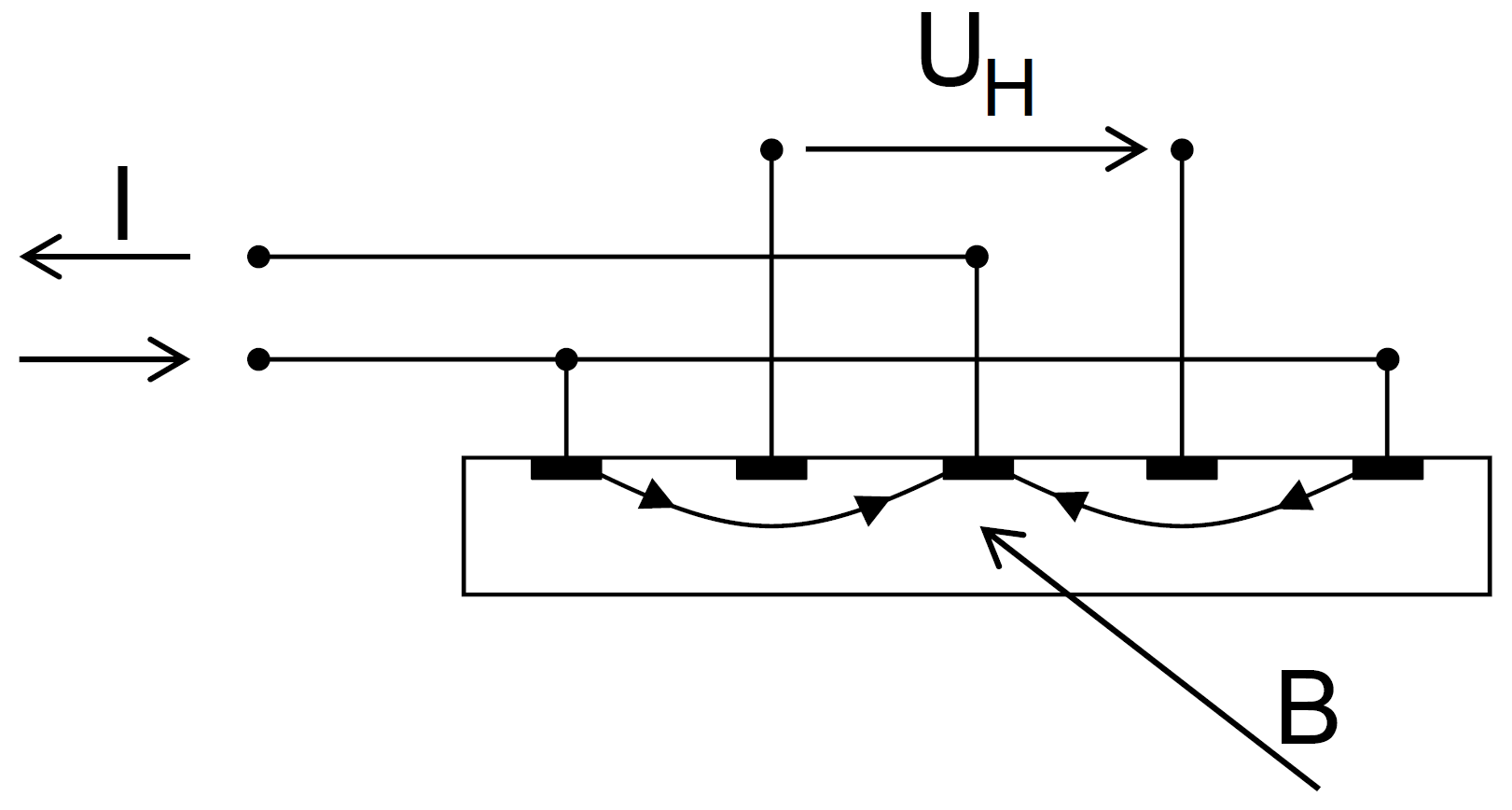
حسگر اثر هال

اثر هال توسط ادوین هال (Dr. Edwin Hall) در سال ۱۸۷۹ کشف شد. او پی برد وقتی که میدان مغناطیسی عمودی یک آهنربا به یک ضلع مستطیل نازکی از جنس طلا که دارای جریان الکتریکی است وارد می‌شود باعث به‌وجود آمدن اختلاف پتانسیل در ضلع مقابل می‌گردد. همچنین او با این نکته پی برد که میزان ولتاژ به اندازه جریان عبوری از رسانا و چگالی شار مغناطیسی عمود بر صفحه مستطیل بستگی دارد.
شکل ۱–۱ یک صفحه نازک از ماده هال را نشان می‌دهد که حامل جریان I در امتداد محور طولی می‌باشد. ماده هال می‌تواند رسانا یا نیمه رساناهایی از نوع P مانند آرسناید گالیوم یا GaAs، آنتیموناید ایندیوم یا InSb و آرسناید ایندیوم یا InAs باشد. ولت‌متری در مسیر محور عرضی این صفحه قرار داده شده‌است که در غیاب میدان مغناطیسی عمود بر صفحه ولتاژ صفر را نمایش می‌دهد.
شکل
هنگامی که یک میدان مغناطیسی در جهت محور عمود بر صفحه نیمه رسانا به آن اعمال شود (مطابق شکل ۲–۱) نیروی لورنتز (به انگلیسی:Lorentz Force) بر حامل‌های بار (الکترون‌ها و حفره‌ها) اعمال شده در نتیجه آن‌ها به دو طرف صفحه نیمه هادی رانده می‌شوند. در نتیجه اختلاف پتانسیلی در عرض صفحه به وجود آمده و ولتمتر ولتاژ اندکی را نشان می‌دهد که به آن ولتاژ هال ({\displaystyle V_{H}}) می‌گویند. در صورتی که جهت میدان مغناطیسی برعکس گردد، ولتاژ بوجور آمده نیز در جهت مخالف ظاهر می‌گردد. دربارهٔ کشف اثر هال آنچه باعث شگفتی است این نکته‌است که حتی در شرایط حالت ماندگار (steady state) نیز شاهد این پدیده هستیم. به این معنی که وقتی میدان مغناطیسی اعمالی و جریان الکتریکی عبوری نیز در طول زمان مقدار ثابتی داشته باشند، همچنان شاهد ولتاژ به وجود آمده در جهت محور عرضی صفحه هستیم.
حسگرهای اثر هال در بسیاری از ابزار اندازه‌گیری استفاده می‌شوند. در شرایطی که متغیر حس شونده میدان مغناطیسی تولید کند یا آن را از خود عبور دهد حسگرهای اثر هال به خوبی وظیفه خود را انجام می‌دهند
ولتاژ هال متناسب است با جریان الکتریکی (I) و میدان مغناطیسی (B)
اندازه این ولتاژ در محدودهٔ میکرو ولت می‌باشد. به همین خاطر در کاربردهای عملی حضور تقویت کننده‌ها ضروری می‌باشد.

## اساس کار حسگرهای اثر هال
یک حسگر اثر هال مبدلی است که در پاسخ به تغییرات میدان مغناطیسی خروجی ولتاژ نشان می‌دهد. با اعمال میدان‌های مغناطیسی نسبتاً بزرگ ولتاژ خروجی در محدودهٔ چند میکرو ولت می‌باشد. برای ارتقا حساسیت حسگر و گرفتن خروجی مطلوب با بیشترین دقت و با حداقل خطای هیسترزیس باید از تقویت کننده، رگولاتور ولتاژ و مدارهای سوییچینگ منطقی استفاده کرد.
حسگرهای اثر هال به دو نوع عمده تقسیم می‌شوند:

## ۱. حسگرهای خطی یا آنالوگ
ولتاژ خروجی این نوع حسگر مستقیماً از خروجی تقویت کننده گرفته می‌شود که متناسب است با اندازه میدان مغناطیسی خارجی اعمال شده.
شکل
{\displaystyle V_{H}=R_{H}({\frac {IB}{t}})}
که در آن:
• {\displaystyle V_{H}} ولتاژ هال بر حسب ولت می‌باشد.
• {\displaystyle R_{H}} ضریب اثر هال می‌باشد.
• I جریان الکتریکی عبوری از حسگر بر حسب آمپر می‌باشد.
• t ضخامت صفحه حسگر بر حسب میلیمتر می‌باشد.
• B چگالی شار میدان مغناطیسی بر حسب تسلا می‌باشد.
میدان مغناطیسی احساس شده می‌تواند مثبت یا منفی باشد و از آنجاییکه خروجی تقویت کننده‌ها نیز می‌تواند مثبت یا منفی باشد باید منبع ولتاژ مثبت و منفی در اختیار داشته باشیم. برای پرهیز از دو منبع ولتاژ جداگانه بهتر است که از تقویت کنندهٔ تفاضلی با آفست معین استفاده شود. هنگامیکه میدان مغناطیسی اعمال نشود مقدار آفست در خروجی ظاهر می‌شود. اگر میدان مغناطیسی مثبت وجود داشته باشد مقدار نشان داده شده بزرگتر از آفست و اگر میدان مغناطیسی اعمالی منفی باشد خروجی مقداری مثبت و کمتر از آفست خواهد بود.
شکل
خروجی تقویت کننده نمی‌تواند از حدود اشباع خارج شود. باید خاطر نشان شد که در صورت اعمال میدان مغناطیسی بسیار بزرگ مثبت یا منفی حسگر اثر هال آسیب ندیده و تقویت کننده به اشباع می‌رود.
حسگرهای دارای خروجی آنالوگ ولتاژ خروجی پیوسته‌ای را نمایش می‌دهند که متناسب با اندازه میدان مغناطیسی تا محدودهٔ اشباع تغییر می‌کند. محدوده‌های عملکرد این نوع سنسورها می‌تواند ۴٫۵ تا ۱۰٫۵ ولت، ۴٫۵ تا ۱۲ ولت یا ۶٫۶ تا ۱۲٫۶ ولت باشد.
۲. حسگرهای اثر هال با خروجی دیجیتال
این نوع حسگرها دارای schmitt-trigger هستند که بر اساس حلقه هیسترزیس ساخته شده‌است و به تقویت کننده متصل می‌شود. خروجی آنها تنها دو وضعیت روشن (ON) و خاموش (OFF) را پوشش می‌دهد. در صورتی که شار مغناطیسی با اندازه بزرگتر از یک مقدار مرجع از عنصر هال عبور کند خروجی سریعاً از حالت خاموش (OFF) به حالت روشن (ON)تغییر وضعیت می‌دهد. (شایان ذکر است که مقدار مرجع توسط کارخانه سازنده حسگر معین می‌گردد) و در صورتی که شار مغناطیسی کمتر از مقدار مرجع شود خروجی به حالت OFF می‌رود.
شکل
دو نوع حسگر اثر هال با خروجی دیجیتال وجود دارد: دو قطبی و تک قطبی.
حسگرهای دوقطبی برای تشخیص وجود میدان مغناطیسی به بیان دیگر برای تغییر وضعیت از OFF به ON به میدان مغناطیسی مثبت نیاز دارند و برای تشخیص عدم وجود میدان مغناطیسی به بیان دیگر برای تغییر وضعیت از حالت ON به OFF به میدان مغناطیسی منفی احتیاج دارد. در حالیکه حسگرهای تک قطبی برای تشخیص وجود و عدم وجود میدان مغناطیسی از میدان مثبت استفاده می‌کند.

## کاربردهای حسگر اثر هال
کاربردهای حسگر با خروجی دیجیتال:
کنترل موتور (تشخیص سرعت)
تجهیزات عکاسی (اندازه‌گیری زمان)
زمان احتراق
حسگر مکان
شمارنده پالس (چاپگر و درایو موتور)
حسگرتعیین مکان ساقه شیر
Joy stick
قفل شدن در
مشاهده جریان (سیستم موتور)
اندازه‌گیری سرعت چرخش
اندازه‌گیری فلو
رله
آشکارسازهای نزدیکی
امنیتی (کارت‌های مغناطیسی)
ماشین‌های بانکی (گوینده اتوماتیکی)
ارتباطات راه دور
فشارسنج‌ها
سوییچ‌های محدود کننده
سنسور تعیین مکان لنز
تست تجهیزات
سنسور تعیین مکان شفت
دستگاه‌های سکه‌ای
کاربردهای سنسور با خروجی خطی :
مشاهده جریان
درایو دیسک
درایو فرکانس متغیر
کنترل حفاظت موتور
حفاظت منبع تغذیه
اندازه‌گیری مکان
دیافراگم فشار
پتانسیومترهای غیر تماسی
سوییچ‌های انکودر
انکودرهای چرخشی
تنظیم کننده ولتاژ
ردیاب فلزات آهن دار
در زیر به توضیح چند یک از کاربردهای ذکر شده در بالا می‌پردازیم
بستن در(door interlock) و زمان احتراق :
در این روش سنسور طوری قرار می‌گیرد که زمانی که کلید داخل قفل قرار می‌گیرد باعث می‌شود میدان مغناطیسی بچرخد. از مزایای این روش یخ، آب و دیگر مشکلاتی که مخالف شرایط طبیعی هستند حذف شده‌اند.
این روش همچنین به عنوان قفل الکتریکی می‌تواند به کار رود.
شکل
حسگر RPM :
حسگر RPM یکی ازعمومی‌ترین کاربردها برای حسگر اثر هال است.
شار مغناطیسی مورد نیاز برای عملکرد حسگر می‌تواند با آهن‌ربای جدا که بر روی شفت یا چرخ تصب شده‌است یا به وسیله حلقه مغناطیسی تأمین شود.
حسگر دما و فشار :
حسگر با خروجی خطی این امکان را می‌دهد که پارامترهای دیگری به جز مکان و جریان را اندازه گرفت.
زمانی که سنسور خطی با نیروی مغناطیسی ترکیب می‌شود می‌تواند برای اندازه‌گیری دما یا فشار به کار رود.
شکل
در اندازه‌گیری فشار قسمت مغناطیسی به قسمت فانوس(bellows) متصل شده‌است. هنگامی که بلو منبسط یا منقبض می‌شود قسمت مغناطیسی حرکت می‌کند. اگر سنسور در نزدیکی قسمت مغناطیسی قرار گرفته باشد ولتاژ خروجی متناسب با فشار ورودی می‌توان به دست آورد.
طرز کار اندازه‌گیری دما نیز مشابه فشار است به غیر از اینکه گاز با انبساط حرارتی مشخصی در قسمت بلو قرار گرفته‌است و هنگامی که محفظه گرم می‌شود و گاز منبسط می‌شود و باعث ایجاد ولتاژی که متناسب با دما برای سنسور می‌کند.
کارت خوان مغناطیسی :
سیستم امنیتی قفل در می‌تواند با با استفاده از سنسور خروجی خطی ι کارت‌های مغناطیسی و مدارات میکروپروسسورهای خطی مانند شکل زیر طراحی شود.
در این مثال با لغزش کارت خروجی سنسور تغییر می‌کند. این سیگنال آنالوگ به دیجیتال تبدیل می‌شود تا برای عملکرد رله مناسب باشد. زمانی که پالسی به رله‌های سلنوئیدی می‌رسد در باز می‌شود.
شکل
حسگر اتومبیل:
در شکل زیر بسیاری از جاهایی که حسگر اثر هال می‌تواند به کار رود مانند مانیتورینگ ι تعین مکان یا وسایل فیدبک امنیتی برای صنعت خودروسازی به کار رود.
هر دو سنسور خروجی خطی و دیجیتال در این کاربردها استفاده می‌شود مانند اندازه‌گیری فلو حسگر جریان٬حسگر مکان٬قفل در ٬حسگر فشار٬حسگرRPM و غیره.
سنسورهای لرزشی

## همچنین نگاه کنید به
- پدیده اثر هال

ویدئویی که با استفاده از سنسور اثر هال ugn موقعیت‌یاب یک موتور ساخته شده و تبدیل به سرو موتور شده‌است. لینک